# 羅娜·安布羅斯
羅娜李·查普楚克·「罗娜」·安布罗斯（英語：Ronalee Chapchuk "Rona" Ambrose，/ˈrɔː.nə ˈæm.broʊz/，漢化名安布絲，1969年3月15日—），加拿大政治人物，2015年—17年間擔任聯邦保守黨署理黨魁、官方反對黨領袖和眾議院斯特金河—帕克蘭選區議員，此前曾擔任埃德蒙顿—斯布塞格路夫選區眾議員。
史提芬·哈珀擔任總理期間，安布罗斯曾任衛生部長及國庫委員會內閣委員會副主席。她亦曾擔任環境部長、政府間事務部長、西部經濟多元化部長、枢密院主席、勞工部長、公務及採購部長及妇女地位事務部长。她亦曾在艾伯塔省政府擔任通信顾问、公共政策顾问。她剛成為眾議員時，亦曾在當時仍然在野的保守黨內擔任政府间事务评论員。
保守黨在2015年大選後成為反對黨，時任黨魁史提芬·哈珀因此而請辭，由安布罗斯署理黨魁職務，直至新黨魁選出為止。安布罗斯是加拿大保守黨派第三位女性黨魁，僅次於進步保守黨的金·坎貝爾和加拿大聯盟的德博拉·格雷。她亦是加拿大第三位女性官方反對黨領袖，僅次於德博拉·格雷和妮科尔·特梅尔，但三人均屬署任性質。

## 早年生活及學歷
原名羅娜李·查普楚克的安布羅斯在艾伯塔省瓦利維尤出生，是科琳·克拉克和詹姆斯·查普楚克的女兒。她在巴西和艾伯塔省帕克蘭縣長大。除英語外，她亦能說葡萄牙語、西班牙語和少量法語。安布羅斯在維多利亞大學取得妇女与性别研究文學士學位，並在艾伯塔大學取得政治學文學碩士學位。
安布羅斯是一個女性主義者。在參與聯邦政治之前，安布羅斯曾參與制止对妇女暴力行为的組織。

## 早年政治生涯
安布羅斯在2004年大選時在愛民頓西部的艾德蒙頓—斯布塞格路夫選區首度當選成為眾議院議員。
2005年2月16日，她在國會質問時任社會發展部長，自由黨籍的肯·德萊頓有關政府的全國兒童保健計劃時，指「職業女性要求自己作出選擇，我們並不需要這些年老傢伙告訴我們應該怎麼做。」，她亦因此事而登上報紙的頭條。
安布羅斯稱呼自己是一個自由意志主義者。她亦是艾茵·蘭德小說的愛好者，並喜愛閱讀她的著作《阿特拉斯聳聳肩》和《源頭》等。據溫哥華《喬治亞海峽報》於2006年8月24日的報道，她是三邊委員會的成員。
在贝琳达·斯特罗纳克轉投自由黨後，安布羅斯亦曾短暫擔任保守黨的國際貿易評論員。

## 內閣部長

### 環境部長
在2006年大選中，安布羅斯以66.8%的票數在艾德蒙頓—斯布塞格路夫選區連任。她其後獲總理史提芬·哈珀位命為環境部長。她亦因此成為加拿大歷史上最年輕的女性內閣部長。
2006年4月7日，安布羅斯宣佈加拿大無法滿足《京都議定書》所擬定的減排目標，並表示需要制訂一個更現實的指標來減少溫室氣體。安布羅斯表示：「環境部及自然資源部已表明加拿大不可能達致《京都議定書》所制定的目標。在過去的一個月，我已經與其他國家商討，我們亦不是面對這個問題的唯一國家。」
2006年4月13日，安布羅斯叫停環境部科學家馬克·圖興哈姆在其講述全球暖化下反烏托邦未來的科幻著作《比地狱更热》的發佈會上發表演說，出版社及環保人士相信書中所言與政府立場不同導致這件事情的發生。但安布羅斯的發言人表示，該演說被標榜由一位環境部科學家在官方場合中發表，並不符合程序
2006年4月25日，安布羅斯支持以亚太清洁发展和气候伙伴关系取代《京都議定書》，因為亚太清洁发展和气候伙伴关系包括中國和印度這兩個不受《京都議定書》約束的最大污染國。而亚太清洁发展和气候伙伴关系有義務減排目標，並聚焦在發展技术解决方案以解決氣候變化問題。
2006年5月，安布羅斯批評前自由黨政府無法達致《京都議定書》談判時所制訂的過高目標，並表示：「我們需要拿下所有貨車和私家車、停止火車服務及取消所有航班才可達致自由黨談判《京都議定書》時加拿大需要達致的減排目標。」
2006年6月，反對黨不满安布羅斯，導致新民主黨和魁北克集團打算在眾議院環境委員會提交議案促使其辭職。由於保守黨警告議案會成為信任動議因而觸發需在2006年秋季重選國會，議案因而在自由黨的協助下被否決。
2006年8月，安布羅斯表示：「我歡迎英屬哥倫比亞省承诺保持北方斑点鸮的數量。我認為她們諸如在北方斑点鸮聚居地停止伐木等的措施使北方斑点鸮的生存和復原不再受到迫在眉睫的威胁。」
2006年10月19日，安布羅斯推行《空氣清新法案》，在2020年開始減少溫室氣體排放，在2050年時將排放水平減至2003年時的一半。她亦規管工業和汽車的排放量，聯邦政府亦可能與省政府共同建設一個通報氣體排放的系統。安布羅斯接受傳媒訪問時，否認保守黨政府雖然之前反對《京都議定書》，但並沒有退出議定書。但是，工廠需在2010年前去減少排放，而政府在2020年時才會有最終目標。油公司亦需在每桶基础上減排，在生产的基础上减少溫室氣體的比例。
安布羅斯出席了在肯雅內羅畢舉行的2006年联合国气候变化大会。
在安布羅斯卸任環境部長前，她向國會委員會表示，加拿大在一名環境部官員得悉還沒有繳付《京都議定書》的債務之後，已經將該項債務償還。

### 西部经济多元化和政府间事务
2006年下半年，安布羅斯被傳出卸任環境部長一職。2007年1月4日的內閣變動中，安布羅斯調任西部經濟多元化部長、政府間事務部長和樞密院主席，原環境部長的職務改由約翰·貝爾德擔任。

### 公務及採購部長
2008年大選後，安布羅斯在同年10月30日獲任命為勞工部長。2010年1月19日，安布羅斯接替克里斯蒂安·帕拉迪斯出任公務及採購部長。

### 婦女地位事務部長
2010年4月9日，安布羅斯接替退出內閣的郭姬絲，出任婦女地位事務部長。
加拿大在聯合國大會上倡議建立国际女童日。當時任婦女地位事務部長的安布羅斯支持動議，並率領由女性組成的代表团以支持第55屆联合国妇女地位委员会會議，代表團成員亦有發表演說。2011年12月19日，聯合國大會通過加拿大的決議，將2012年10月11日定為國際女童日。
2012年9月26日，安布羅斯支持由保守黨國會議員斯蒂芬·伍德沃思發動的312議案以重新檢視刑事法典中生命開始的定義。加拿大支持墮胎的組織和反對黨認為她作為部長的立場與所投的票不符，要求安布羅斯辭職。議案最終被否決。安布羅斯回應批評時指她反對女性作出性别选择流产。而反對墮胎的組織則認同安布羅斯支持議案的決定。

### 衛生部長
2013年7月，史提芬·哈珀任命羅娜·安布羅斯成衛生部長，安布羅斯亦同時留任西部經濟多元化部長。
2015年6月11日，她因對最高法院擴大藥用大麻的成份由原有只能包括乾燥樹葉至包括食用油、茶葉和果仁的決定表示憤怒，並指「大麻並沒有追從衛生部的正當批准程序，進行严格的安全审查和具科学依据的临床试验。」
當被問及為何人們每天服用藥用大麻卻沒有完成測試時，她回應表示：「這個不是我當衛生部長要做的工作。如果藥用大麻擁有醫學價值，而公司又決定提交正當批准程序，政府會監視。這件事從來沒有發生。」

### 榮譽
2008年，安布羅斯在《西部标准》的「自由100」加拿大最佳「自由派活动家、记者、智囊团和黨員」中排名第17位。

## 加拿大官方反對黨領袖
2015年大選後，保守黨被自由黨擊敗，史提芬·哈珀因而辭去保守黨黨魁的職務。當選斯特金河—帕克蘭選區眾議員的安布羅斯在同年11月5日就任署理黨魁，她亦成為加拿大保守黨派第三位女性黨魁。根據保守黨的黨章，安布羅斯作為署理黨魁，並不合資格在其後舉行的保守黨黨魁選舉中參選。
2015年11月13日，安布羅斯在伊斯蘭國發動2015年11月巴黎襲擊事件後，表示：「對伊斯蘭國的戰鬥不僅需要一個強大的人道主义反应，亦需要軍事回應。我們應該保持坚定和支持我们的盟友。」

## 離開政壇
保守黨於2017年5月末舉行黨魁選舉之際，安布羅斯於同月中宣布在國會夏季休會時（即新黨魁就任後數星期）辭去眾議院議席。她轉到伍德羅·威爾遜國際學者中心的加拿大學院擔當客席研究員，主力研究加美貿易關係並向兩國官員推廣北美自由貿易的好處。安布羅斯又表示雖然她本人支持亞伯達省的兩個主要右翼政黨亞伯達進步保守黨和野玫瑰黨合併，但她無意角逐合併後新政黨的黨魁職位。

## 外部連結
- 官方网站
- 加拿大國會網站 羅娜·安布羅斯議員簡介